# Dash i Lily
Dash & Lily – amerykański serial telewizyjny na podstawie powieści dla młodzieży Dash & Lily’s Book of Dares autorstwa Rachel Cohn i Davida Levithana. Twórcą serialu jest Joe Tracz.
Serial zadebiutował serwisie Netflix 10 listopada 2020 r. W październiku 2021 poinformowano, że nie będzie kontynuacji.

## Fabuła
Akcja serialu dzieje się w Nowym Jorku, w dzielnicy Manhattan gdzie w okresie Bożego Narodzenia dwoje nastolatków – Dash (Austin Abrams) i Lily (Midori Francis) – poznają się przypadkiem.
Wszystko zaczyna się, kiedy Lily zostawia przez pomyłkę pamiętnik w jednym z lokalnych antykwariatów. Znajduje go Dash, który rozpoczyna tajną korespondencję z autorką zapisków. Młodzi umawiają się, że regularnie będą do siebie pisać. Z każdym kolejnym listem odkrywają siebie oraz rosnące w nich uczucia.